# 퇴뢰치크 머리
퇴뢰치크 머리(Törőcsik Mari, 1935년 11월 23일 ~ 2021년 4월 16일)는 헝가리의 배우이다.

## 출연 작품
- 전장의 오로라 (2017)
- 칼란드 (2011)
- 공포의 계곡 (2009)
- 선샤인 (1999)
- 긴 황혼 (1997)
- 로트실트의 바이올린 (1996)
- 내 부모님의 일기 (1990)
- 재미삼아 (1989)
- 뮤직 박스 (1989)
- 요란한 기침소리 (1987)
- 지지 (1982)
- 러브 (1971)
- 감정의 속박 (1968)
- 침묵과 외침 (1967)
- 메리-고-라운드 (1955)